# 帕爾邁拉 (新澤西州)
帕爾邁拉（英語：Palmyra）是位於美國新澤西州伯靈頓縣的自治市鎮。

## 人口
根據2020年美國人口普查的數據，帕爾邁拉的面積為6.58平方千米，當中陸地面積為4.79平方千米，而水域面積為1.79平方千米。當地共有人口7438人，而人口密度為每平方千米1,130人。